# Charlotte Bredahl
Pour les articles homonymes, voir Bredahl.
Charlotte Bredahll, née le 21 avril 1957 à Copenhague au Danemark, est une cavalière de dressage américaine.

## Palmarès

### Jeux olympiques
- 1992 : médaille de bronze  par équipe (composée de Robert Dover, Carol Lavell et Michael Poulin) aux Jeux olympiques de Barcelone en Espagne avec Monsieur[1].